# Euclystis pestilens
Euclystis pestilens là một loài bướm đêm trong họ Erebidae.